# Red Bull RB4
Red Bull RB4 je vůz formule 1 týmu Red Bull Racing nasazený pro rok 2008. Jezdili v něm Brit David Coulthard a Australan Mark Webber. Monopost byl představen 16. ledna 2008 v Jerezu.

## Popis
Monopost RB4 je druhým vozem Red Bullu, který navrhl uznávaný designér Adrian Newey, na rozdíl od předchozího roku mu ovšem vypomáhal Geoff Willis, kterého tým získal z Hondy. Vůz je poháněn motorem Renault RS27.
Nový vůz byl navržen s ohledem na maximalizaci všech součástek použitých v předchozí sezóně. Tým se snaží těžit zejména z kontinuity. Avšak i přesto bylo nutné provést několik důležitých změn. Podle nových pravidel bylo nutné například přizpůsobit nový vůz zákazu kontroly trakce nebo nové elektronické jednotce vyrobené společnosti MES ve spolupráci s Microsoftem.
První výjezd se konal 16. ledna 2008 na španělském Jerezu, kde David Coulthard prověřil veškeré systémy a provedl první test jízdních vlastností. Mark Webber si musel na svou premiéru počkat až do Valencie.
1. února během testů v Barceloně došlo k první radikálně změně aerodynamického paketu. RB4 se představil s prodlouženým krytem motoru, kterému se začalo přezdívat „žraločí ploutev“. Jezdci posoudili přínos nového prvku kladně zejména s ohledem na lepší ovladatelnost v zatáčkách.
Na předsezónním testování se krom závodních i testovacích jezdců podílel i Sebastian Vettel ze sesterského týmu Toro Rosso, který na jeden den nahradil zraněného Coultharda.
První testy ukázaly, že nový vůz byl spolehlivější než předchozí typ a zároveň vykazoval známky zlepšení i v ovladatelnosti. Cíle týmu se oproti předchozímu roku nijak nezměnily. Byl očekáván boj ve středu pole, nejvíce s Renaultem a Williamsem.

## Výsledky v sezóně 2008
| Legenda k tabulce | Legenda k tabulce                                                                       |
| Barva             | Výsledek                                                                                |
| ----------------- | --------------------------------------------------------------------------------------- |
| Zlatá             | Vítěz                                                                                   |
| Stříbrná          | 2. místo                                                                                |
| Bronzová          | 3. místo                                                                                |
| Zelená            | Bodované umístění                                                                       |
| Modrá             | Nebodované umístění                                                                     |
| Modrá             | Dokončil neklasifikován (NC)                                                            |
| Fialová           | Odstoupil (Ret)                                                                         |
| Červená           | Nekvalifikoval se (DNQ)                                                                 |
| Červená           | Nepředkvalifikoval se (DNPQ)                                                            |
| Černá             | Diskvalifikován (DSQ)                                                                   |
| Bílá              | Nestartoval (DNS)                                                                       |
| Bílá              | Závod zrušen (C)                                                                        |
| Světle modrá      | Pouze trénoval (PO)                                                                     |
| Světle modrá      | Páteční testovací jezdec (TD)                                                           |
| Bez barvy         | Netrénoval (DNP)                                                                        |
| Bez barvy         | Vyřazen (EX)                                                                            |
| Bez barvy         | Nepřijel (DNA)                                                                          |
| Bez barvy         | Odvolal účast (WD)                                                                      |
| Bez barvy         | Nezúčastnil se (prázdné)                                                                |
| Označení          | Význam                                                                                  |
| Tučnost           | Pole position                                                                           |
| Kurzíva           | Nejrychlejší kolo                                                                       |
| †                 | Jezdec nedojel do cíle, ale byl klasifikován, protože odjel více než 90 % délky závodu. |
| ‡                 | Byl udělován poloviční počet bodů, protože bylo odjeto méně než 75 % délky závodu.      |
| Horní index       | Umístění bodujících jezdců ve sprintu                                                   |

| Rok  | Šasi         | Motor               | Pneu | Jezdci    | 1   | 2   | 3   | 4   | 5   | 6   | 7   | 8   | 9   | 10  | 11  | 12  | 13  | 14  | 15  | 16  | 17  | 18  | Body | Umístění |
| ---- | ------------ | ------------------- | ---- | --------- | --- | --- | --- | --- | --- | --- | --- | --- | --- | --- | --- | --- | --- | --- | --- | --- | --- | --- | ---- | -------- |
| 2008 | Red Bull RB4 | Renault RS27 2.4 V8 | B    |           | AUS | MAL | BHR | ESP | TUR | MON | CAN | FRA | GBR | GER | HUN | EUR | BEL | ITA | SIN | JPN | CHN | BRA | 24   | 6.       |
| 2008 | Red Bull RB4 | Renault RS27 2.4 V8 | B    | Coulthard | Ret | 9   | 18  | 12  | 9   | Ret | 3   | 9   | Ret | 13  | 11  | 17  | 11  | 16  | 7   | Ret | 10  | Ret | 24   | 6.       |
| 2008 | Red Bull RB4 | Renault RS27 2.4 V8 | B    | Webber    | Ret | 7   | 7   | 5   | 7   | 4   | 12  | 6   | 10  | Ret | 9   | 12  | 8   | 8   | Ret | 8   | 14  | 9   | 24   | 6.       |